# 馬尼克焦里烏帕齊拉
馬尼克焦里乌帕齐拉是孟加拉国科格拉焦里縣的一个乌帕齐拉，位於吉大港专区的科格拉焦里縣。。

## 人口
據1991年孟加拉國人口普查，馬尼克焦里共有戶數8,218戶，人口38479人。其中男性佔比52.00%，女性佔比48.00%；成年人口19,539人。該地7歲以上人口之平均識字率為20.4%，低於全國平均值（32.4%）。